# Enterbrain
Enterbrain (jap. エンターブレイン), dawniej Enterbrain, Inc. (jap. 株式会社エンターブレイン Kabushiki-gaisha Entāburein) – japońskie wydawnictwo oraz marka należąca do holdingu Kadokawa Future Publishing.
Firma ta znana jest w Polsce głównie z popularnego i łatwego w obsłudze silnika do tworzenia gier RPG, RPG Maker.

## Historia
Firma została zawiązana w 2000 roku. 
1 października 2013 wydawnictwo Enterbrain wraz z ośmioma innymi firmami przestało istnieć jako samodzielna spółka typu kabushiki-gaisha i stało się marką należącą do holdingu Kadokawa.